# Národní park Crater Lake
Národní park Crater Lake (anglicky Crater Lake National Park) je národní park ve Spojených státech amerických, na jihozápadě Oregonu. Je pátým nejstarším parkem ve Spojených státech, byl založený 22. května 1902. Je zároveň jediným národním parkem ve státě Oregon.
Nachází se v Kaskádovém pohoří. Dominantu parku tvoří Kráterové jezero sopečného původu, s hloubkou 589 m nejhlubší jezero na území Spojených států. Jezero leží v kaldeře původního vulkánu Mazama, který explodoval před sedmi tisíci lety. Oblast se nachází v nadmořské výšce 1 800 m a je obklopena kopcovitým terénem a lesy.